# Larus armenicus
La gaviota armenia (Larus armenicus) es una especie de ave caradriforme de la familia Laridae nativa del Cáucaso y Oriente Medio. Anteriormente era clasificada como una subespecie de la gaviota argéntea (Larus argentatus), pero ahora se considera generalmente como una especie separada.

## Descripción

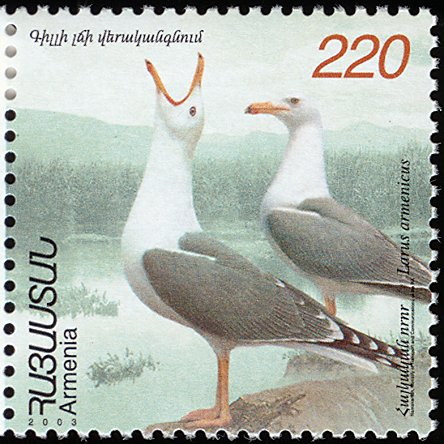
Una ilustración de gaviotas armenias en un sello postal de Armenia

Es una especie de gaviota bastante grande, aunque en promedio es más pequeña que la gaviota argéntea. Su medida puede variar desde 52 a 62 cm de longitud y de 600 a 960 g de peso. Entre las medidas estándar, su cuerda del alar mide de 38,5 a 45,8 cm, el pico 4,1 a 5,6 cm y el tarso 5,7 a 6,4 cm. Es superficialmente similar a la gaviota patiamarilla (Larus michahellis), pero es un poco más pequeña, con un gris ligeramente más oscuro en la parte posterior y ojos oscuros. La zona negra en las puntas de las alas es más extensa con manchas blancas más pequeñas. El pico es corto con una banda negra distintiva justo antes de la punta. Tienen una grupa blanquecina, plumas primarias internas pálidas y una banda negra estrecha muy definida en la cola.

## Distribución
La gaviota armenia se reproduce junto a los lagos de las montañas de Georgia, Armenia, Turquía y el oeste de Irán. Las colonias más grandes se encuentran en los lagos Sevan y Arpi de Armenia. Es parcialmente migratoria con muchas aves invernantes en las costas de Turquía, Líbano e Israel. Números más pequeños alcanzan Chipre, Egipto  y el golfo Pérsico.
El nido consiste en un montículo de vegetación construido en el suelo de una isla o en la orilla del lago. La hembra pone tres huevos, principalmente a finales de abril. Las colonias de anidación son muy densas con nidos muy juntos y conflictos territoriales comunes.